# Cúp bóng đá châu Phi 2013
Cúp bóng đá châu Phi 2013, còn có tên là Cúp bóng đá châu Phi Orange theo tên nhà tài trợ, là Giải vô địch bóng đá châu Phi lần thứ 29, được tổ chức từ 19 tháng 1 đến 10 tháng 2 năm 2013 tại Nam Phi . Số đội tham dự giải là 47. Vòng chung kết gồm 16 đội: đội chủ nhà và 15 đội bóng vượt qua vòng loại. Đây là lần thứ hai Nam Phi giành quyền đăng cai giải đấu này, sau lần đầu tiên là vào năm 1996.
Nigeria lần thứ 3 giành chức vô địch châu lục sau khi vượt qua Burkina Faso với tỉ số 1–0 ở trận chung kết. Còn Zambia trở thành đội đương kim vô địch thứ mười một bị loại ngay từ vòng bảng (sau CHDC Congo là vào các năm 1970, 1976, Ghana là vào các năm 1980, 1984 cùng với Sudan 1972, Maroc 1978, Nigeria 1982, Ai Cập 1988 và Cameroon 1990 và Algérie 1992).
Cúp bóng đá châu Phi từ giải lần này chuyển sang tổ chức vào các năm lẻ để tránh trùng năm với Cúp bóng đá thế giới, do vậy chỉ sau giải trước đó có đúng 1 năm.

## Việc lựa chọn chủ nhà
Việc lựa chọn chủ nhà được quyết định từ trước giải đấu 2010. Xem chi tiết tại: Cúp bóng đá châu Phi 2010.

## Vòng loại
Vì thời gian gấp gáp (1 năm) so với giải trước nên vòng loại chỉ tổ chức đá loại trực tiếp (1 vòng sơ loại và 2 vòng loại) chứ không đấu bảng như truyền thống. 46 đội bóng tham gia vòng loại chọn ra 15 đội bóng, cùng đội chủ nhà Nam Phi tham dự vòng chung kết.

### Các đội vượt qua vòng loại

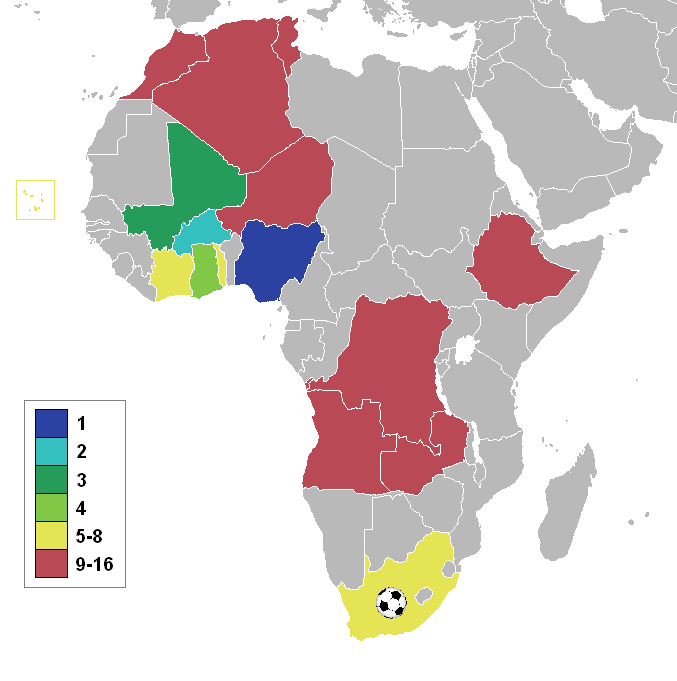
Các quốc gia tham dự vòng chung kết

| Quốc gia     | Tư cách tham dự       | Số lần dự VCK | Thành tích tốt nhất              |
| ------------ | --------------------- | ------------- | -------------------------------- |
| Nam Phi      | Chủ nhà               | 7             | Vô địch (1996)                   |
| Algérie      | Thắng Libya           | 14            | Vô địch (1990)                   |
| Angola       | Thắng Zimbabwe        | 6             | Tứ kết (2008, 2010)              |
| Burkina Faso | Thắng Trung Phi       | 8             | Hạng tư (1998)                   |
| Cabo Verde   | Thắng Cameroon        | 0             | Lần đầu tiên                     |
| CHDC Congo   | Thắng Guinea Xích Đạo | 15            | Vô địch (1968, 1974)             |
| Bờ Biển Ngà  | Thắng Sénégal         | 19            | Vô địch (1992)                   |
| Ethiopia     | Thắng Sudan           | 9             | Vô địch (1962)                   |
| Ghana        | Thắng Malawi          | 18            | Vô địch (1963, 1965, 1978, 1982) |
| Maroc        | Thắng Mozambique      | 14            | Vô địch (1976)                   |
| Mali         | Thắng Botswana        | 7             | Hạng nhì (1972)                  |
| Niger        | Thắng Guinée          | 1             | Vòng bảng                        |
| Nigeria      | Thắng Liberia         | 16            | Vô địch (1980, 1994)             |
| Togo         | Thắng Gabon           | 6             | Vòng bảng                        |
| Tunisia      | Thắng Sierra Leone    | 15            | Vô địch (2004)                   |
| Zambia       | Thắng Uganda          | 15            | Vô địch (2012)                   |

## Địa điểm thi đấu
Hiệp hội bóng đá Nam Phi cho phép tất cả các sân vận động từng tổ chức World Cup 2010 được quyền dự tuyển đăng cai giải đấu, tuy nhiên chỉ lựa chọn tối đa 7 sân vận động.
Ngày 4 tháng 5 năm 2012 các sân vận động được chính thức công bố. Sân vận động FNB (từng tổ chức trận chung kết World Cup 2010) được lựa chọn để tổ chức trận khai mạc và chung kết. Các sân vận động khác là Mbombela, Vịnh Nelson Mandela, Royal Bafokeng và Moses Mabhida.
| Johannesburg1                                           | Johannesburg1                                      | Durban1                                        | Durban1                                       | Port Elizabeth1                               | Port Elizabeth1                               |
| ------------------------------------------------------- | -------------------------------------------------- | ---------------------------------------------- | --------------------------------------------- | --------------------------------------------- | --------------------------------------------- |
| Sân vận động FNB23                                      | Sân vận động FNB23                                 | Sân vận động Moses Mabhida                     | Sân vận động Moses Mabhida                    | Sân vận động Nelson Mandela Bay               | Sân vận động Nelson Mandela Bay               |
| 26°14′5,27″N 27°58′56,47″Đ / 26,23333°N 27,96667°Đ      | 26°14′5,27″N 27°58′56,47″Đ / 26,23333°N 27,96667°Đ | 29°49′46″N 31°01′49″Đ / 29,82944°N 31,03028°Đ  | 29°49′46″N 31°01′49″Đ / 29,82944°N 31,03028°Đ | 33°56′16″N 25°35′56″Đ / 33,93778°N 25,59889°Đ | 33°56′16″N 25°35′56″Đ / 33,93778°N 25,59889°Đ |
| Sức chứa: 94.700                                        | Sức chứa: 94.700                                   | Sức chứa: 54.0004                              | Sức chứa: 54.0004                             | Sức chứa: 48.000                              | Sức chứa: 48.000                              |
| Tập tin:Germany Ghana - the stadium after the match.jpg |                                                    |                                                |                                               |                                               |                                               |
| JohannesburgDurban · Port ElizabethRustenburg Nelspruit |                                                    |                                                |                                               |                                               |                                               |
| Nelspruit                                               | Nelspruit                                          | Nelspruit                                      | Rustenburg                                    | Rustenburg                                    | Rustenburg                                    |
| 25°27′42″N 30°55′47″Đ / 25,46172°N 30,929689°Đ          | 25°27′42″N 30°55′47″Đ / 25,46172°N 30,929689°Đ     | 25°27′42″N 30°55′47″Đ / 25,46172°N 30,929689°Đ | 25°34′43″N 27°09′39″Đ / 25,5786°N 27,1607°Đ   | 25°34′43″N 27°09′39″Đ / 25,5786°N 27,1607°Đ   | 25°34′43″N 27°09′39″Đ / 25,5786°N 27,1607°Đ   |
| Sân vận động Mbombela                                   | Sân vận động Mbombela                              | Sân vận động Mbombela                          | Sân vận động Royal Bafokeng                   | Sân vận động Royal Bafokeng                   | Sân vận động Royal Bafokeng                   |
| Sức chứa: 41.000                                        | Sức chứa: 41.000                                   | Sức chứa: 41.000                               | Sức chứa: 42.000                              | Sức chứa: 42.000                              | Sức chứa: 42.000                              |
|                                                         |                                                    |                                                |                                               |                                               |                                               |

- ^1 Thành phố tổ chức Cúp bóng đá châu Phi 1996
- ^2 Sân được sử dụng ở Cúp bóng đá châu Phi 1996
- ^3 Sân vận động quốc gia
- ^4 Sức chứa mở rộng
- ^5 Mọi sức chứa đều là ước lượng

## Trọng tài
Dưới đây là danh sách các trọng tài điều khiển các trận đấu của Cúp bóng đá châu Phi 2013.
Trọng tài chính
| - Mohamed Benouza - Djamel Haimoudi - Néant Alioum - Noumandiez Doué - Gehad Grisha - Eric Otogo-Castane | - Bakary Gassama - Sylvester Kirwa - Hamada Nampiandraza - Koman Coulibaly - Ali Lemghaifry - Rajindraparsad Seechurn | - Bouchaïb El Ahrach - Badara Diatta - Bernard Camille - Daniel Bennett - Slim Jedidi - Janny Sikazwe |

Trợ lý trọng tài
| - Albdelhak Etchiali - Jerson Emiliano Dos Santos - Jean-Claude Birumushahu - Evarist Menkouande - Yanoussa Moussa - Yéo Songuifolo - Angesom Ogbamariam | - Theophile Vinga - Malik Alidu Salifu - Marwa Range - Balla Diarra - Redouane Achik - Arsénio Chadreque Marengula - Peter Edibe | - Félicien Kabanda - Djibril Camara - El Hadji Malick Samba - Zakhele Siwela - Ali Waleed Ahmed - Béchir Hassani - Anouar Hmila |

## Lễ bốc thăm
Lễ bốc thăm cho vòng chung kết diễn ra ngày 24 tháng 10 năm 2012 tại Durban.. 16 đội tham dự được chia thành 4 bảng. Hai đội đứng đầu bảng lọt vào tứ kết.
Chủ nhà Nam Phi và đương kim vô địch Zambia lần lượt được xếp làm hạt giống bảng A và C.. 14 đội bóng còn lại xếp hạng dựa trên thành tích của 3 giải gần đây nhất là 2008, 2010 và 2012 với cách tính điểm như sau:
| Vòng đấu  | Điểm |
| --------- | ---- |
| Vô địch   | 7    |
| Hạng nhì  | 5    |
| Bán kết   | 3    |
| Tứ kết    | 2    |
| Vòng bảng | 1    |

Giải đấu càng gần thì có trọng số càng cao.
- 2012: điểm nhân 3
- 2010: điểm nhân 2
- 2008: điểm nhân 1

Dựa vào đó các đội được chia vào 4 nhóm, mỗi bảng gồm 4 đội ở 4 nhóm.
| Nhóm 1                                                                       | Nhóm 2                                                                  | Nhóm 3                                                                     | Nhóm 4                                                                        |
| ---------------------------------------------------------------------------- | ----------------------------------------------------------------------- | -------------------------------------------------------------------------- | ----------------------------------------------------------------------------- |
| Nam Phi (bảng A) · Zambia (bảng C) · Ghana (22 điểm) · Bờ Biển Ngà (22 điểm) | Mali (12 điểm) · Tunisia (10 điểm) · Angola (9 điểm) · Nigeria (8 điểm) | Algérie (6 điểm) · Burkina Faso (5 điểm) · Maroc (4 điểm) · Niger (3 điểm) | Togo (2 điểm) · Cabo Verde (0 điểm) · CHDC Congo (0 điểm) · Ethiopia (0 điểm) |

## Kết quả giải đấu
Thời gian tính theo giờ địa phương (UTC+1)

#### Thể thức xếp hạng
Nếu hai hay nhiều đội cùng điểm với nhau khi kết thúc vòng đấu bảng, các tiêu chí để xếp hạng theo thứ tự như sau:
1. Thành tích đối đầu trực tiếp giữa các đội
2. Hiệu số bàn thắng thua khi đối đầu trực tiếp
3. Bàn thắng ghi được khi đối đầu trực tiếp
4. Hiệu số bàn thắng thua trong bảng đấu
5. Bàn thắng ghi được trong bảng đấu
6. Ban tổ chức bốc thăm

### Bảng A
| Đội        | Tr | T | H | B | BT | BB | HS | Đ |
| ---------- | -- | - | - | - | -- | -- | -- | - |
| Nam Phi    | 3  | 1 | 2 | 0 | 4  | 2  | +2 | 5 |
| Cabo Verde | 3  | 1 | 2 | 0 | 3  | 2  | +1 | 5 |
| Maroc      | 3  | 0 | 3 | 0 | 3  | 3  | 0  | 3 |
| Angola     | 3  | 0 | 1 | 2 | 1  | 4  | −3 | 1 |

| 19 tháng 1 năm 2013 |     |            |                                                 |
| Nam Phi             | 0–0 | Cabo Verde | Sân vận động FNB, Johannesburg                  |
| Angola              | 0–0 | Maroc      | Sân vận động FNB, Johannesburg                  |
| 23 tháng 1 năm 2013 |     |            |                                                 |
| Nam Phi             | 2–0 | Angola     | Sân vận động Moses Mabhida, Durban              |
| Maroc               | 1–1 | Cabo Verde | Sân vận động Moses Mabhida, Durban              |
| 27 tháng 1 năm 2013 |     |            |                                                 |
| Maroc               | 2–2 | Nam Phi    | Sân vận động Moses Mabhida, Durban              |
| Cabo Verde          | 2–1 | Angola     | Sân vận động Nelson Mandela Bay, Port Elizabeth |

### Bảng B
| Đội        | Tr | T | H | B | BT | BB | HS | Đ |
| ---------- | -- | - | - | - | -- | -- | -- | - |
| Ghana      | 3  | 2 | 1 | 0 | 6  | 2  | +4 | 7 |
| Mali       | 3  | 1 | 1 | 1 | 2  | 2  | 0  | 4 |
| CHDC Congo | 3  | 0 | 3 | 0 | 3  | 3  | 0  | 3 |
| Niger      | 3  | 0 | 1 | 2 | 0  | 4  | −4 | 1 |

| 20 tháng 1 năm 2013 |     |            |                                                 |
| Ghana               | 2–2 | CHDC Congo | Sân vận động Nelson Mandela Bay, Port Elizabeth |
| Mali                | 1–0 | Niger      | Sân vận động Nelson Mandela Bay, Port Elizabeth |
| 24 tháng 1 năm 2013 |     |            |                                                 |
| Ghana               | 1–0 | Mali       | Sân vận động Nelson Mandela Bay, Port Elizabeth |
| Niger               | 0–0 | CHDC Congo | Sân vận động Nelson Mandela Bay, Port Elizabeth |
| 28 tháng 1 năm 2013 |     |            |                                                 |
| Niger               | 0–3 | Ghana      | Sân vận động Nelson Mandela Bay, Port Elizabeth |
| CHDC Congo          | 1–1 | Mali       | Sân vận động Moses Mabhida, Durban              |

### Bảng C
| Đội          | Tr | T | H | B | BT | BB | HS | Đ |
| ------------ | -- | - | - | - | -- | -- | -- | - |
| Burkina Faso | 3  | 1 | 2 | 0 | 5  | 1  | +4 | 5 |
| Nigeria      | 3  | 1 | 2 | 0 | 4  | 2  | +2 | 5 |
| Zambia       | 3  | 0 | 3 | 0 | 2  | 2  | 0  | 3 |
| Ethiopia     | 3  | 0 | 1 | 2 | 1  | 7  | −6 | 1 |

| 21 tháng 1 năm 2013 |     |              |                                         |
| Zambia              | 1–1 | Ethiopia     | Sân vận động Mbombela, Nelspruit        |
| Nigeria             | 1–1 | Burkina Faso | Sân vận động Mbombela, Nelspruit        |
| 25 tháng 1 năm 2013 |     |              |                                         |
| Zambia              | 1–1 | Nigeria      | Sân vận động Mbombela, Nelspruit        |
| Burkina Faso        | 4–0 | Ethiopia     | Sân vận động Mbombela, Nelspruit        |
| 29 tháng 1 năm 2013 |     |              |                                         |
| Burkina Faso        | 0–0 | Zambia       | Sân vận động Mbombela, Nelspruit        |
| Ethiopia            | 0–2 | Nigeria      | Sân vận động Royal Bafokeng, Rustenburg |

### Bảng D
| Đội         | Tr | T | H | B | BT | BB | HS | Đ |
| ----------- | -- | - | - | - | -- | -- | -- | - |
| Bờ Biển Ngà | 3  | 2 | 1 | 0 | 7  | 3  | +4 | 7 |
| Togo        | 3  | 1 | 1 | 1 | 4  | 3  | +1 | 4 |
| Tunisia     | 3  | 1 | 1 | 1 | 2  | 4  | −2 | 4 |
| Algérie     | 3  | 0 | 1 | 2 | 2  | 5  | −3 | 1 |

| 22 tháng 1 năm 2013 |     |             |                                         |
| Bờ Biển Ngà         | 2–1 | Togo        | Sân vận động Royal Bafokeng, Rustenburg |
| Tunisia             | 1–0 | Algérie     | Sân vận động Royal Bafokeng, Rustenburg |
| 26 tháng 1 năm 2013 |     |             |                                         |
| Bờ Biển Ngà         | 3–0 | Tunisia     | Sân vận động Royal Bafokeng, Rustenburg |
| Algérie             | 0–2 | Togo        | Sân vận động Royal Bafokeng, Rustenburg |
| 30 tháng 1 năm 2013 |     |             |                                         |
| Algérie             | 2–2 | Bờ Biển Ngà | Sân vận động Royal Bafokeng, Rustenburg |
| Togo                | 1–1 | Tunisia     | Sân vận động Mbombela, Nelspruit        |

### Vòng đấu loại trực tiếp
|  | Tứ kết                     | Tứ kết                |                            |       | Bán kết       | Bán kết       |  |  | Chung kết | Chung kết |
|  |                            |                       |                            |       |               |               |  |  |           |           |
|  | 2 tháng 2 – Durban         |                       |                            |       |               |               |  |  |           |           |
|  |                            |                       |                            |       |               |               |  |  |           |           |
|  | Nam Phi                    | 1 (1)                 |                            |       |               |               |  |  |           |           |
|  | Nam Phi                    | 1 (1)                 | 6 tháng 2 – Durban         |       |               |               |  |  |           |           |
|  | Mali (pen.)                | 1 (3)                 |                            |       |               |               |  |  |           |           |
|  | Mali (pen.)                | 1 (3)                 | Mali                       | 1     |               |               |  |  |           |           |
|  | 3 tháng 2 – Rustenburg     |                       | Mali                       | 1     |               |               |  |  |           |           |
|  |                            | Nigeria               | 4                          |       |               |               |  |  |           |           |
|  | Bờ Biển Ngà                | Nigeria               | 4                          | 1     |               |               |  |  |           |           |
|  | Bờ Biển Ngà                |                       | 10 tháng 2 – Johannesburg  | 1     |               |               |  |  |           |           |
|  | Nigeria                    | 2                     |                            |       |               |               |  |  |           |           |
|  | Nigeria                    | 2                     | Nigeria                    | 1     |               |               |  |  |           |           |
|  | 3 tháng 2 – Nelspruit      |                       | Nigeria                    | 1     |               |               |  |  |           |           |
|  |                            | Burkina Faso          | 0                          |       |               |               |  |  |           |           |
|  | Burkina Faso (h.p.)        | Burkina Faso          | 0                          | 1     |               |               |  |  |           |           |
|  | Burkina Faso (h.p.)        | 6 tháng 2 – Nelspruit |                            | 1     |               |               |  |  |           |           |
|  | Togo                       | 0                     |                            |       |               |               |  |  |           |           |
|  | Togo                       | 0                     | Burkina Faso (pen.)        | 1 (3) |               |               |  |  |           |           |
|  | 2 tháng 2 – Port Elizabeth |                       | Burkina Faso (pen.)        | 1 (3) |               |               |  |  |           |           |
|  |                            | Ghana                 | 1 (2)                      |       | Tranh hạng ba | Tranh hạng ba |  |  |           |           |
|  | Ghana                      | Ghana                 | 1 (2)                      | 2     | Tranh hạng ba | Tranh hạng ba |  |  |           |           |
|  | Ghana                      |                       | 9 tháng 2 – Port Elizabeth | 2     |               |               |  |  |           |           |
|  | Cabo Verde                 | 0                     |                            |       |               |               |  |  |           |           |
|  | Cabo Verde                 | 0                     | Mali                       | 3     |               |               |  |  |           |           |
|  |                            |                       |                            |       |               |               |  |  |           |           |
|  | Ghana                      | 1                     |                            |       |               |               |  |  |           |           |
|  | Ghana                      | 1                     |                            |       |               |               |  |  |           |           |

#### Tứ kết
| Ghana                     | 2–0      | Cabo Verde |
| ------------------------- | -------- | ---------- |
| Wakaso 54' (ph.đ.), 90+5' | Chi tiết |            |

| Nam Phi                                 | 1–1 (s.h.p.) | Mali                            |
| --------------------------------------- | ------------ | ------------------------------- |
| Rantie 31'                              | Chi tiết     | Keita 58'                       |
| Loạt sút luân lưu                       |              |                                 |
| Tshabalala · Furman · Mahlangu · Majoro | 1–3          | Diabaté · Tamboura · Ma. Traoré |

| Bờ Biển Ngà | 1–2      | Nigeria               |
| ----------- | -------- | --------------------- |
| Tioté 50'   | Chi tiết | Emenike 43' · Mba 78' |

| Burkina Faso  | 1–0 (s.h.p.) | Togo |
| ------------- | ------------ | ---- |
| Pitroipa 105' | Chi tiết     |      |

#### Bán kết
| Mali          | 1–4      | Nigeria                                            |
| ------------- | -------- | -------------------------------------------------- |
| C. Diarra 75' | Chi tiết | Echiéjilé 25' · Ideye 30' · Emenike 44' · Musa 60' |

| Burkina Faso                                 | 1–1 (s.h.p.) | Ghana                                           |
| -------------------------------------------- | ------------ | ----------------------------------------------- |
| Bancé 60'                                    | Chi tiết     | Wakaso 13' (ph.đ.)                              |
| Loạt sút luân lưu                            |              |                                                 |
| B. Koné · H. Traoré · Paul Koulibaly · Bancé | 3–2          | Vorsah · Atsu · Afful · Clottey · Agyemang-Badu |

#### Tranh hạng ba
| Mali                                           | 3–1      | Ghana       |
| ---------------------------------------------- | -------- | ----------- |
| Mah. Samassa 21' · Keita 48' · S. Diarra 90+4' | Chi tiết | Asamoah 82' |

#### Chung kết
| Nigeria | 1–0      | Burkina Faso |
| ------- | -------- | ------------ |
| Mba 40' | Chi tiết |              |

| Vô địch Cúp bóng đá châu Phi 2013 Nigeria Lần thứ ba |

## Giải thưởng cá nhân
Ban tổ chức đã trao những giải thưởng cá nhân sau :
Cầu thủ xuất sắc nhất giải, giải Orange
- Jonathan Pitroipa

Vua phá lưới, giải Pepsi
- Emmanuel Emenike

| Cầu thủ          | Số trận | Bàn thắng      | Đường chuyền thành bàn | Số phút thi đấu | Nguồn |
| ---------------- | ------- | -------------- | ---------------------- | --------------- | ----- |
| Emmanuel Emenike | 5       | 4              | 3                      | 403             | [ 7 ] |
| Wakaso Mubarak   | 5       | 4 (3 phạt đền) | 0                      | 396             | [ 9 ] |

Cầu thủ chơi đẹp, giải Samsung
- Victor Moses

Bàn thắng đẹp nhất giải, giải Nissan
- Youssef Msakni, trận gặp Algérie

Đội hình tiêu biểu
| Thủ môn         | Hậu vệ                                    | Tiền vệ                                                    | Tiền đạo                      |
| --------------- | ----------------------------------------- | ---------------------------------------------------------- | ----------------------------- |
| Vincent Enyeama | Bakary Koné Nando Siaka Tiéné Efe Ambrose | Jonathan Pitroipa Seydou Keita John Obi Mikel Victor Moses | Asamoah Gyan Emmanuel Emenike |

## Danh sách cầu thủ ghi bàn
4 bàn
| - Emmanuel Emenike | - Wakaso Mubarak |  |

3 bàn
| - Alain Traoré | - Seydou Keita |  |

2 bàn
| - Jonathan Pitroipa - Dieumerci Mbokani - Gervinho | - Yaya Touré - Kwadwo Asamoah - Mahamadou Samassa | - Sunday Mba - Victor Moses - Siyabonga Sangweni |

1 bàn
| - Sofiane Feghouli - El Arbi Hillel Soudani - Aristide Bancé - Djakaridja Koné - Platini - Héldon Ramos - Fernando Varela - Trésor Mputu - Wilfried Bony - Didier Drogba - Cheick Tioté - Didier Ya Konan | - Adane Girma - Emmanuel Agyemang-Badu - Christian Atsu Twasam - John Boye - Asamoah Gyan - Cheick Fantamady Diarra - Sigamary Diarra - Issam El Adoua - Youssef El-Arabi - Abdelilah Hafidi - Uwa Elderson Echiéjilé - Brown Ideye | - Ahmed Musa - May Mahlangu - Lehlohonolo Majoro - Tokelo Rantie - Emmanuel Adebayor - Jonathan Ayité - Serge Gakpé - Dové Wome - Khaled Mouelhi - Youssef Msakni - Collins Mbesuma - Kennedy Mweene |